# Вільям Воланс Дуглас Годж
Вільям Воланс Дуглас Годж (англ. William Vallance Douglas Hodge; 17 червня 1903 Единбург — 7 липня 1975 Кембридж) — шотландський математик і геометр. Член Единбурзького королівського товариства (1928), Член Лондонського королівського товариства (1938). Голова Лондонського математичного товариства (1947—1949). Почесний член Единбурзького математичного товариства (1954).

## Життєпис
Вільям Воланс Дуглас Годж народився в Единбурзі у сім'ї Арчибальда Джеймса Годжа та Джанет Воланс. Вільям мав старшого брата Арчибальда Воланса Годжа та молодшу сестру Джанет Горсбурґ Годж (Бродбент). Навчався у Коледжі Джорджа Вотсона, з 1920 року в Единбурзькому університеті, який закінчив у 1923 році. В університеті став учнем Едмунда Віттекера. Під його керівництвом захистив дисертацію на ступінь бакалавра.
З 1923 по 1926 провів у коледжі Святого Іоанна Кембриджського університету, будучи учнем Генрі Бейкера. У 1926 році був призначений асистентом в Бристольському університеті і пропрацював там 5 років. 27 липня 1929 року він одружився з Кетлін Енн Камерон, у них було двоє дітей (син та дочка). З 1931 до 1932 року провів у Принстонському університеті. У 1932 році, після поїздки в США, перейшов у Кембриджський університет, де у 1936 році був призначений професором астрономії та геометрії і залишався на цій посаді до відставки в 1970 році. У 1937 році за роботи з теорії гармонійних інтегралів (та за дослідження зв'язків між геометрією, топологією і аналізом) був нагороджений премією Адамса. Помер Вільям Воланс Дуглас Годж у 1975 році в Кембриджі.

## Математичні праці
Основні праці Годжа в області алгебричної геометрії, де він дотримувався переважно традиційних методів італійських геометрів, але застосовував також більш нові методи Оскара Зарицького, Бартель ван дер Вардена, а також топологічні методи розроблені Соломоном Лефшецем. Найбільш важливі роботи на стику алгебричної та диференціальної геометрії — гіпотеза Годжа. Велике значення має гіпотеза Годжа в алгебричній геометрії, інститут Клея відніс її до однієї із семи завдань тисячоліття.
У 1930-і роки він дав визначення оператора «зірка Годжа», що дозволило йому узагальнити роботи де Рама (див. Теорія Годжа). Також на його честь названа структура Годжа.

## Публікації
- Hodge, W. V. D. (1941), The Theory and Applications of Harmonic Integrals, Cambridge University Press, ISBN 978-0-521-35881-1, MR 0003947, архів оригіналу за 27 червня 2014, процитовано 28 травня 2015
- Hodge, W. V. D.; Pedoe, D. (1994) [1947], Methods of Algebraic Geometry, Volume I (Book II), Cambridge University Press, ISBN 978-0-521-46900-5[8]
- Hodge, W. V. D.; Pedoe, Daniel (1994) [1952], Methods of Algebraic Geometry: Volume 2  Book III: General theory of algebraic varieties in projective space. Book IV: Quadrics and Grassmann varieties., Cambridge Mathematical Library, Cambridge University Press, ISBN 978-0-521-46901-2, MR 0048065, архів оригіналу за 27 червня 2014, процитовано 28 травня 2015[9]
- Hodge, W. V. D.; Pedoe, Daniel (1994) [1954], Methods of Algebraic Geometry: Volume 3, Cambridge University Press, ISBN 978-0-521-46775-9, архів оригіналу за 27 червня 2014, процитовано 28 травня 2015[10]